# Roman Jurečko
Roman Jurečko (* 7. listopadu 1966) je plzeňský podnikatel a politik ODS.

## Životopis
Po studiu na gymnáziu se živil jako číšník. Po roce 1989 začal podnikat nejprve jako provozovatel bistra a veřejných záchodků na plzeňském náměstí Republiky. Dnes vlastní dvě restaurace.
Je považován za jednoho z regionálních kmotrů ODS, formálně zastává funkce člena výkonné rady, místopředsedy regionálního sdružení a místopředseda oblastního sdružení strany. Za jeho nejbližšího spojence v celorepublikovém vedení strany je považován Jiří Pospíšil. Díky svému vlivu ve straně získal honorované funkce v orgánech významných firem. Od roku 2006 byl místopředsedou a od roku 2008 je předsedou představenstva firmy Plzeňska teplárenská ovládané městem Plzeň. Od 1. prosince roku 2008 byl členem správní rady Správy železniční dopravní cesty (SŽDC). Z funkce byl spolu s dalšími 4 členy správní rady odvolán vládou koncem března 2013. Podle premiéra Petra Nečase kvůli tomu, že schválili zvýšení mezd managementu SŽDC i přes nesouhlas vlády.

### Trestná činnost
V 90. letech 20. století byl podmínečně odsouzen za útok na veřejného činitele. Později byl potrestán obecně prospěšnými pracemi za poškozování cizí věci. V roce 2002 mu pro jízdu automobilem pod vlivem alkoholu byla magistrátem udělena pokuta 15 tisíc korun a zákaz řízení na dobu 10 měsíců. Jurečko ale tento zákaz nerespektoval a po přistižení za volantem byl ve stejném roce obviněn z trestného činu maření výkonu úředního rozhodnutí. Odsouzen byl městským soudem v Plzni k pokutě 30 000 Kč a dvěma létům zákazu řízení.

### Plzeňská práva
Jurečko se pokoušel vystudovat právnickou fakultu v Plzni, na kterou byl přijat až na odvolání v době, kdy na ní učil jeho blízký spolupracovník Jiří Pospíšil. Právě tento způsob přijímání označila Akreditační komise za pochybný a netransparentní. Podle deníku Aktuálně.cz byly údaje o jeho přijímacích testech skartovány nařízením bývalého děkana Milana Kindla. V červenci 2010 Jurečko studium práv přerušil. V dubnu 2012 pak studium ukončil s odůvodněním "V mém věku, bude mi 45 let, a v souvislosti s aférami maďarského a německého prezidenta to nemám zapotřebí."